# Oude Onze-Lieve-Vrouwekerk (Roskilde)
De oude Onze-Lieve-Vrouwekerk  (Deens: Gammel Vor Frue Kirke) is een bakstenen kerkgebouw uit de 11e eeuw in Roskilde op het Deense eiland Seeland. De huidige kerk is het resultaat van een restauratie in de jaren 1850.

## Geschiedenis
Volgens de geschiedschrijver Saxo Grammaticus werd de aan Maria gewijde kerk in opdracht van Svend Nordmand gebouwd, die van 1073 tot 1088 bisschop was van Roskilde. De kerk werd een collegiale kerk toen rond 1160 een aan de kerk verbonden benedictijns nonnenklooster werd gevestigd. Nadat bisschop Absalon de lokaal vereerde heilige Margrethe af Højelse in de kerk liet begraven, kwam er een stroom pelgrims op gang die de kerk rijkdom brachten. Na de reformatie werd het klooster in de vroege jaren 1570 gesloopt. De kerk overleefde de reformatie, maar werd in 1599 getroffen door een brand, waarbij het koor verloren ging.
In de 19e eeuw werd de basiliek gerestaureerd, waarbij het gebouw in de romaanse stijl werd teruggebracht.
Sinds er in 1907 een nieuwe Onze-Lieve-Vrouwekerk ten zuiden van  Roskilde werd opgeleverd, wordt de oude kerkgebouw Onze-Lieve-Vrouwekerk nog slecht voor de gelegenheid gebruikt.

## Omschrijving
De kerk is aan de zuidelijke rand van de oude stad van Roskilde gelegen, op ongeveer 700 meter afstand van de domkerk. De kerk bestaat uit een romaans schip, een noordelijke zijbeuk, een laat-romaanse uitbreiding naar het westen en een gotische toren. Het bouwmateriaal van de kerk bestaat voornamelijk uit travertijn en een groter formaat baksteen (munkesten). Het kerkgebouw onderging tal van verbouwingen en uitbreidingen in de middeleeuwen. De zuidelijke zijbeuk werd volledig herbouwd in 1887.

## Interieur
Oorspronkelijk was het interieur van de kerk beschilderd met fresco's, waarvan sporen in 1865 werden ontdekt. De huidige beschildering van de gewelven is het werk van Jacob Kornerup, die zich daarbij baseerde op de vroegere fresco's. Het uit houtgesneden altaarstuk uit circa 1620 vertoont overeenkomsten met die van Sonnerup and Gadstrup en werd waarschijnlijk door de timmerman-houtsnijder Brix Michaell gemaakt. Van dezelfde maker is de houtgesneden preekstoel, die de datum 1623 draagt.